# Jarle Halsnes
Jarle Halsnes (Sauda, 4 maggio 1957) è un ex sciatore alpino norvegese, vincitore della Coppa Europa nel 1979.

## Biografia
Specialista delle prove tecniche fratello di Stein Ivar, a sua volta sciatore alpino, Jarle Halsnes ottenne i suoi primi risultati di rilievo in Coppa Europa, aggiudicandosi l'edizione del 1979 quando si classificò anche 2º nella classifica dello slalom gigante. In Coppa del Mondo ottenne il primo piazzamento di rilievo l'8 dicembre 1979 a Val-d'Isère in slalom gigante (7º) e ai successivi XIII Giochi olimpici invernali di Lake Placid 1980, sua unica presenza olimpica, si classificò 11º nello slalom gigante e 16º nello slalom speciale; pochi giorni dopo, il 26 febbraio a Waterville Valley, conquistò in slalom gigante il primo podio in Coppa del Mondo: 3º dietro all'austriaco Hans Enn e al liechtensteinese Andreas Wenzel.
Il 1º febbraio 1981 a Sankt Anton am Arlberg in Austria ottenne, in slalom speciale, il suo secondo e ultimo podio in Coppa del Mondo, classificandosi ancora 3º alle spalle dello svedese Ingemar Stenmark e dello statunitense Phil Mahre; l'anno seguente partecipò ai Mondiali di Schladming 1982 piazzandosi 11º sia nello slalom gigante sia nello slalom speciale. Ottenne l'ultimo piazzamento della sua attività agonistica il 24 marzo dello stesso anno con il 12º posto ottenuto nello slalom gigante di Coppa del Mondo disputato a San Sicario.

## Palmarès

### Coppa del Mondo
- Miglior piazzamento in classifica generale: 13º nel 1981
- 2 podi (1 in slalom gigante, 1 in slalom speciale):
  - 2 terzi posti

### Coppa Europa
- Vincitore della Coppa Europa nel 1979[2]

### Campionati norvegesi
- 8 medaglie[senza fonte] (dati parziali fino alla stagione 1977-1978):
  - 2 ori (slalom gigante nel 1978; slalom gigante nel 1982)[3]
  - 4 argenti (slalom speciale nel 1978; slalom gigante nel 1979; slalom gigante, slalom speciale nel 1981)
  -  2 bronzi (slalom speciale nel 1979; slalom gigante nel 1980)[senza fonte]